# De Banjaard
Koordinaten: 51° 36′ N, 3° 40′ O

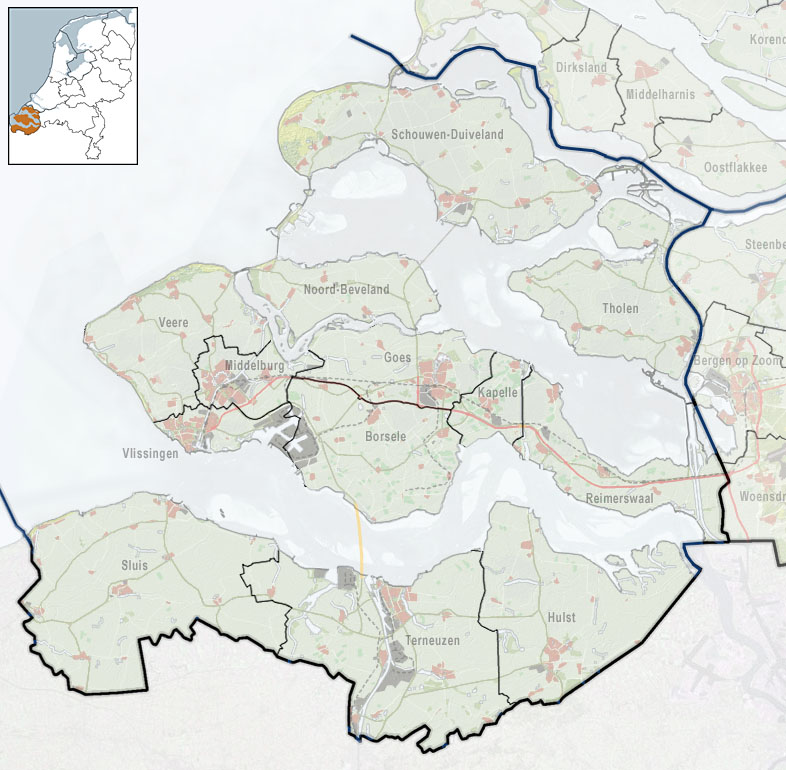
Die Provinz Zeeland in den Niederlanden

De Banjaard ist ein Bungalowpark nordwestlich von Kamperland. Der Name leitet sich von einer früher nördlich gelegenen gefürchteten Sandbank ab. „De Banjaard“ besteht aus zwei Teilen, dem alten Teil „Oude Banjaard“, entstanden 1959 mit einem Straßenverlauf in Form einer Acht (Vinkenlaan und Patrijzenlaan), und einer Erweiterung. Der Banjaardstrand, einer der saubersten der Niederlande, liegt zwischen dem Veerse Dam, der 1961 geschlossen wurde und die ehemalige Insel Noord-Beveland mit Walcheren verbindet, und dem 9 km langen Sturmflutwehr Oosterscheldekering, das seit Oktober 1986 Noord-Beveland mit Schouwen-Duiveland verbindet.
Angrenzend an „De Banjaard“ wurde der „Villenpark“ „Noordzee Résidence De Banjaard“ von 1997 bis 1998 nach der Planung und Gestaltung von Matthijs Zeelenberg erbaut, nach dem mehrere Siedlungen dieser Art benannt sind. Heute besteht er aus ca. 600 Ferienappartements und einem Einkaufszentrum in der Mitte der Siedlung. Die Wände der Häuser sind zum Teil mit Kunststoff verkleidet, der vor der aggressiven Seeluft schützt.

## Verkehr und Freizeitgestaltung
„De Banjaard“ liegt am Rijksweg 57 zwischen Middelburg und Rotterdam. Im Norden der Siedlung schließt sich ein Strand zur Nordsee an. Auf dem Siedlungsgelände befinden sich ein Fahrradverleih, ein Restaurant und ein Schwimmbad mit verschiedenen Wellnessangeboten.